# Jan Homolka
Jan Homolka (* 16. ledna 1985 Kladno) je český kickboxer, trenér a kaskadér.
S bojovými sporty začal v 9 letech. Přes karate a allkampf-jitsu se dostal ke kickboxu, kde začínal v light contactu a postupně přitvrzoval, až skončil v K-1 zápasech. V K-1 debutoval v roce 2010, kde se mu podařilo ihned vyhrát amatérský titul mistra České republiky. Dále získal titul amatérského mistra světa v light contactu a full contactu.
V 19 letech kromě své sportovní kariéry začal pracovat jako trenér.
Je propagátorem myšlenky Fair Play v bojových sportech.
Je také příležitostným kaskadérem, účinkoval v kaskadérských rolích v několika filmech (Mission Impossible 4, Lidice, Wanted)
V anketě Sportovec Kladenska roku 2013 se umístil na 3. místě v hodnocení jednotlivců.

## Závodní úspěchy
- 2006: vicemistr Evropy v kickboxu (ISKA) - light contact
- 2008: mistr ČR v kickboxu - light contact
- 2008: mistr světa v kickboxu (ISKA) - full contact
- 2008: mistr světa v kickboxu (ISKA) - light contact
- 2009: mistr ČR v kickboxu - light contact
- 2009: mistr ČR v kickboxu - full contact
- 2010: mistr ČR v K-1
- 2010: mistr ČR v kickboxu - low kick
- 2011: vicemistr Evropy (WKF) - K-1
- 2011: mistr Evropy v kickboxu (WKF) - full contact